# Nima Nourizadeh
Nima Nourizadeh (Londen, 12 november 1977) is een Brits-Iraanse regisseur. Zijn debuutfilm was de filmkomedie Project X, die in maart 2012 werd uitgebracht. Daarvoor maakte hij muziekvideo's voor Dizzee Rascal, Pink Grease, Franz Ferdinand, Bat for Lashes, Santigold, Hot Chip en Lily Allen.

## Filmografie
| Jaar | Film           |
| ---- | -------------- |
| 2012 | Project X      |
| 2015 | American Ultra |

- Biblioteca Nacional de España: XX5593668
- Bibliothèque nationale de France: cb16617727w (data)
- Gemeinsame Normdatei: 1089079109
- International Standard Name Identifier: 0000 0003 7145 7406
- Library of Congress Control Number: no2012080848
- Nationale Bibliotheek van Tsjechië: xx0210749
- Nederlandse Thesaurus van Auteursnamen: 344493296
- Système universitaire de documentation: 165780894
- Virtual International Authority File: 251083979
- WorldCat: E39PBJqw8yqwMGgfRc9M9Vjgrq